# Calotemognatha
Calotemognatha es un género de escarabajos de la familia Buprestidae.

## Especies
- Calotemognatha laevicollis (Saunders, 1868)
- Calotemognatha varicollis (Carter, 1913)
- Calotemognatha yarelli (Gory & Laporte, 1838)